# 雪

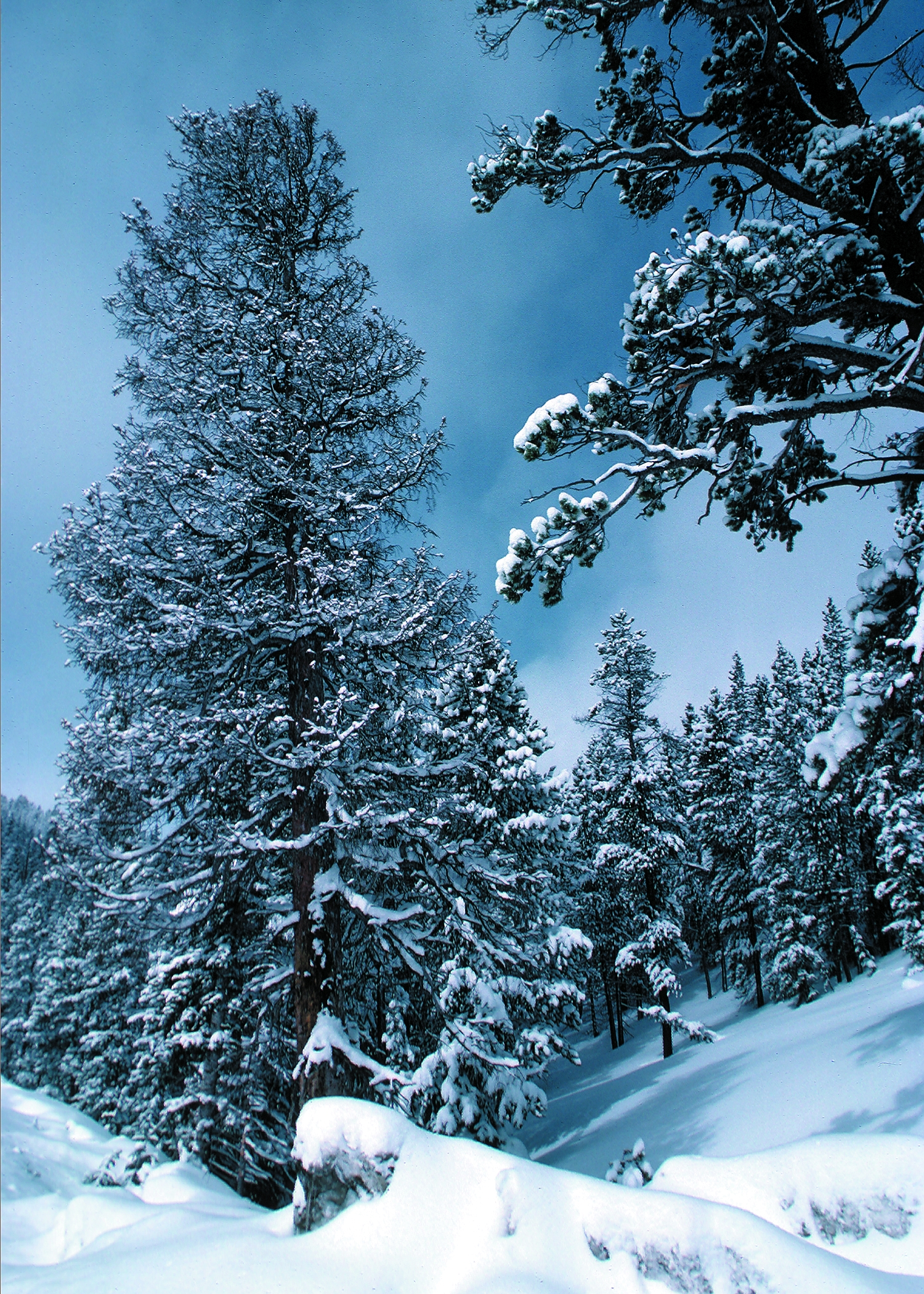
美國科羅拉多州森林中的雪

雪是一种形式的降水，是从云中降落的结晶状固体冰，常以雪花的形式存在。雪是由小的冰颗粒物构成，是一种颗粒材料，它的结构开放，因此显得柔软。因为气温和湿度不同，形成的雪花有多种的形状和大小。如果在降落过程中，雪融化后又重新冻结會形成球状降雪，此类降雪有霙、霰、冰雹……等。

## 形成

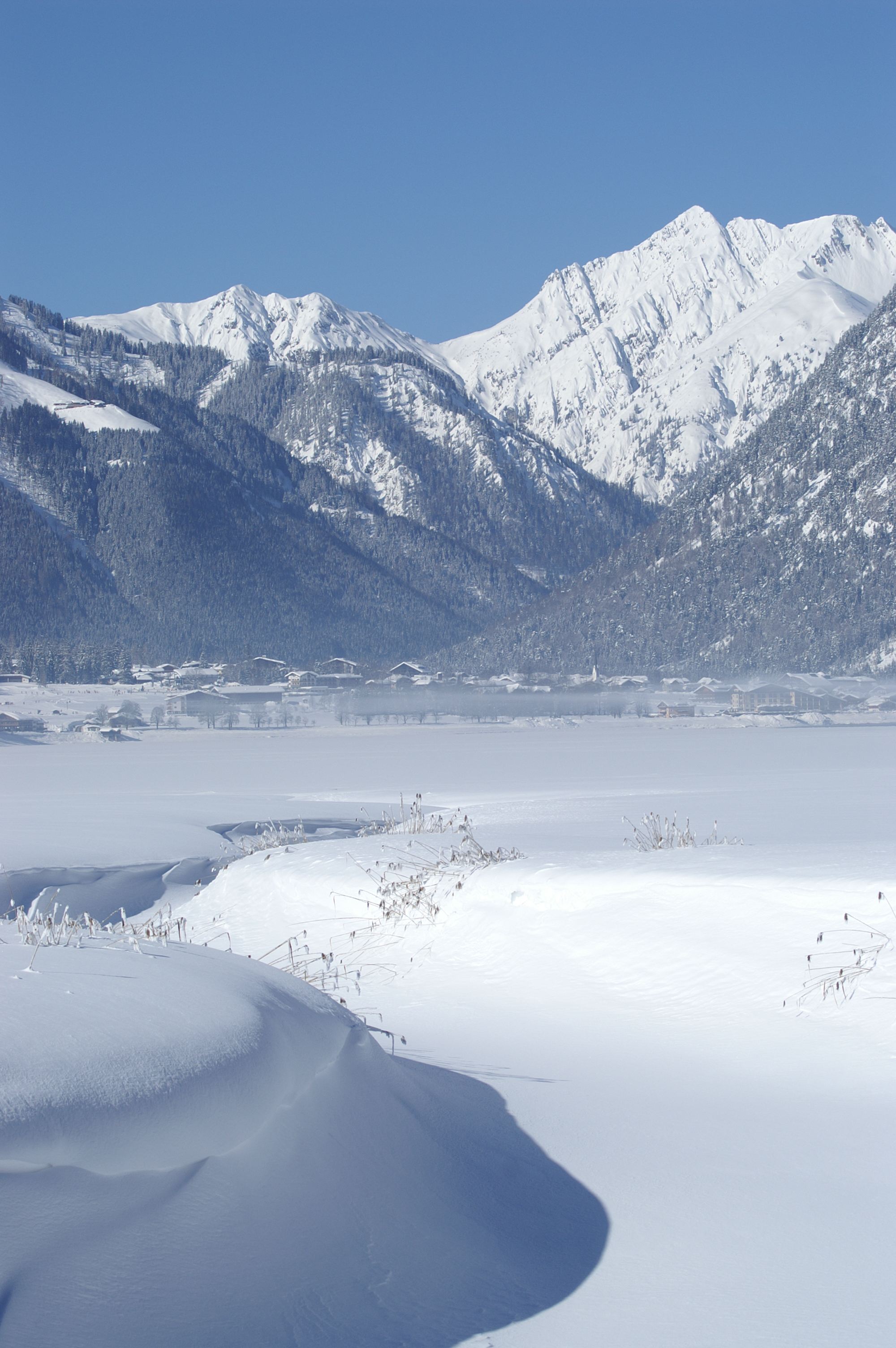
奥地利蒂罗尔州施瓦茨县阿亨湖畔的雪

雪是從大氣中的水蒸氣直接凝結而成。雲中的低溫使得水蒸氣結成冰晶，當氣溫夠低時，冰晶落到地面仍是雪花時，就是下雪了。
雪形成的條件是，大氣中需含冷的冰晶核，充分的水氣，以及氣溫在0℃（冰點）以下。

### 降雪
雪降落的过程称为下雪或降雪，和雨一樣是降水的一種。雲中溫度低於0℃的許多小雲滴在冰晶上互相碰撞凝結形成雪珠，小雪珠是由許多細白的冰粒聚集而成的。當冷空氣逐漸向前推移，上升氣流減弱，雲中水氣直接在冰晶上凝結成較大的形態，此即我們所見到的雪花。如果溫度接近冰點，則會落下溼雪，形成較大的雪花，特別是無風的時候。大型的星形雪花直徑可達5到7公分。多數的雪花在落下地面的途中會融化成雨，只有當接近地面的空氣夠冷，才能讓雪花落到地面成雪。

### 能降雪的地方
降雪一般形成于溫帶氣旋周围、空气向上运动的区域中。雪可能会伴随着暖锋的天气系统里向极地方向降落。雷打雪可能发生在气旋的逗号头里和大湖效应的降水带里。在山区，上坡气流在上升过程中在山坡的迎风面达到臨界點，如果这时空气够冷的话，也可能有降雪发生。
氣候區屬中緯度至高緯度（即大約於南回歸線以南／北回歸線以北地區）的地方就會有降雪的機會，如果於低緯度地方中有些地勢高於海拔2000米的高山或高原也有同樣的機會。
海洋氣流也能間接影響該區下雪的機會率，如果在高緯度地區一帶有較多暖流支配，會減低該區下雪的機會（例如日本本州至九州一帶）。

### 大湖效应
在有著相对溫暖的水体存在的地方（比如湖泊），大湖效应降雪顯得重要。大湖效應的降雪一般发生在暖湖的下风處、温带气旋后的寒冷的气旋气流中，可以在局部區域造成大量降雪。

### 乾雪
天氣非常寒冷時，雪呈細粉狀，非常散落，稍有風就會被吹走，落在衣服上也不留濕痕。這種雪沒有黏性，因為它們全是由冰晶構成的，裡面沒有水，所以是“乾”的。

### 雨夹雪
而在冬末春初的降雪，由于气温较高，这种雪里面含有水滴，会形成“雨夹雪”。

## 纪录
世界最高的季节降雪量有2,896 cm（1,140英寸），是于1998－1999降雪季节在美国华盛顿州贝灵厄姆附近的贝克山滑雪场处测得。此前的记录为2,850 cm（1,120英寸），是于1971－1972降雪季节在美国华盛顿州的瑞尼爾山测得。
世界最高年平均降雪量有1,764 cm（694英寸），是于1981-2010年间在日本青森县的酸汤温泉处测得。
北美最高的年降雪量为1,630 cm（641英寸），是在美国华盛顿州的瑞尼爾山测得。
世界最深的雪深有1,182 cm（465英寸），是于1927年2月14日在日本伊吹山的高度为1,200米（3,900 ft）处的山坡上测得。
北美最大的雪深为1,150 cm（451英寸），是于1911年3月在美国加州塔马拉克2,100米（7,000 ft）高度处测得。
世界上人口超过百万的大城市中降雪最多的城市是日本的札幌市，年平均降雪为595 cm（234英寸）。
降雪量以及对应的雪水当量降水量可以由各種雨量计测得。

## 雪的融化
当有能量输入的时候，积雪会由固态转变为其他形态。使积雪融化的能量可能来自下列途径：辐射（太阳发出的短波辐射或者长波热辐射）、热传导（当气温高于0℃时），或者通过落入积雪的，温度超过0℃的雨滴。积雪的融化速度，不仅取决于所输入的能量的多少，也取决于当时的气温和湿度。具体说来，空气越干燥，积雪融化的速度越慢，因为此时雪更容易升华——即固体不经由液体，直接转变为气体的过程——而升华需要较多的能量，这使得周围的积雪被冷却，从而减缓了融化的速度。
通过“湿球温度”和“露点温度”，我们可以界定积雪融化过程的三个状态。“湿球温度”指的是从干湿计的湿球温度计上读出的温度，该温度始终低于大气温度——即使大气相对湿度为100%的时候也不例外。而“露点温度”指的是，空气中所含的气态水达到饱和，从而凝结成液态水所需要的温度。露点温度又总是低于湿球温度。
- 当湿球温度低于0℃的时候，积雪升华。这个过程十分缓慢，而此时积雪也保持干燥。在相对湿度小于20%的时候，升华甚至可以在7℃的气温下进行。
- 当湿球温度高于0℃，而露点温度低于0℃的时候，积雪熔解。这时，固态的雪既转化为气态，同时又转化为液态。
- 当露点温度也高于0℃的时候，积雪会融解，也就是说，积雪只从固态转变为液态。这时积雪融化的速度最快。

举例来说，在相对湿度为50%的时候，当气温低于3.5℃时，积雪升华；当气温介于3.5－10℃之间时，积雪熔解；当气温高于10℃，则积雪融解。

## 雪对人类社会的影响

### 农业
降雪有可能对农业有利，比如中国就有“瑞雪兆丰年”之说。积雪可以成为隔热层，保持土壤的热量，使农作物不被低于冰点的天气伤害。雪融下去的水留在土壤里，给庄稼积蓄了很多水，对春耕播种以及庄稼的生长发育都很有利。雪中含有很多氮化物，在融雪时被融雪水带到土壤中，成为最好的肥料。雪还能消灭害虫，减少虫害的发生。用雪水浇灌作物可以增加产量，提高品质。

### 娛樂

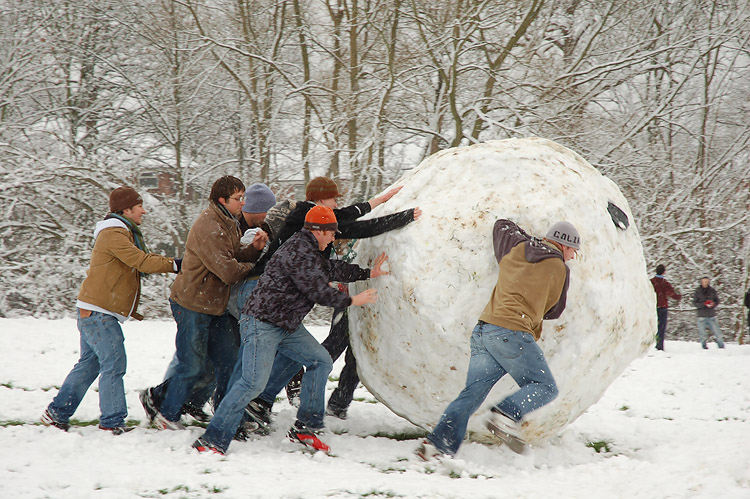
牛津的学生们正在制造一个大雪球

有很多种冬季運動和娱乐方式都依赖于雪，比如滑雪、單板滑雪、雪地摩托、踏雪健行、滚雪球，堆雪人等。
雪还可以被用于雪雕，是在嚴寒國家盛行的戶外藝術之一。雪雕主要就是將雪當做塑形的材料，把它捏成固定的形狀，再組合起來並修整細節，跟沙雕的原理頗為相近。很多寒冷地区城市都会在冬季举办冰雪节或冬季狂欢节，雪雕和冰雕都是冰雪节的重要组成部分。比如在中國東北地區是雪雕藝術發達的地區，特別是哈尔滨市太阳岛风景区每年都會舉辦規模盛大的雪雕藝術博覽會。在芬兰北部城市凯米每年都会搭建凯米冰雪城堡，并吸引超过50个国家的游客到此访问。

### 文學
中國古今以來一直有許多文學家寫詩詞描寫雪，例子如下：
- 近代毛澤東《沁園春·雪》：「北國風光，千里冰封，萬里雪飄。」
- 唐朝岑參《白雪歌送武判官歸京》：「北風捲地白草折，胡天八月即飛雪。」[14]
- 唐朝杜甫《絕句》：「窗含西嶺千秋雪，門泊東吳萬里船。」
- 清代鄭板橋《山中雪後》：「晨起開門雪滿山，雪睛雲淡日光寒。」[15]
- 宋朝姜夔《釣雪亭》：「闌干風冷雪漫漫，惆悵無人把釣竿。」

而文學家亦有在散文中寫雪，例如清朝張岱《湖心亭看雪》、近代魯迅《雪》、金兆梓《風雪中的北平》等。

## 雪害

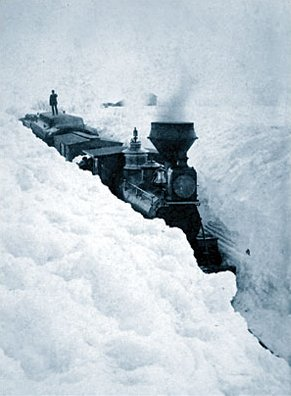
火車被雪阻塞着

- 造成凍傷
- 雪融後造成水災
- 阻塞交通
- 路面濕滑，容易滑倒
- 积雪过厚导致建筑屋顶坍塌
- 雪暴導致的災害
- 雪崩

## 地外行星的雪
已知在火星的高纬度地区有很少量的雪。在土星的卫星土卫六上，有可能存在一种由碳氫化合物构成的“雪”。
虽然在金星上几乎没有水，但也存在一种与雪非常类似的自然现象。麥哲倫號探測器在金星最高的山峰上拍到了高反射的物质，它和地球上的雪非常类似。这种物质的形成过程可能与雪的形成类似，但要求的温度很高。因为其高挥发性，它不能在地表凝结，因此成为气体上升到较冷的高地，然后在那里凝结并降落。这种物质的成分还不能确定，有可能是元素碲或硫化铅（方铅矿）。

## 参看
- 粒雪·霜·冻雨·西瓜雪
- 雪雕·雪人·雪球·冰屋
- 滑雪·雪橇·滑雪板·雪鞋·雪炮·雪崩·雪盲

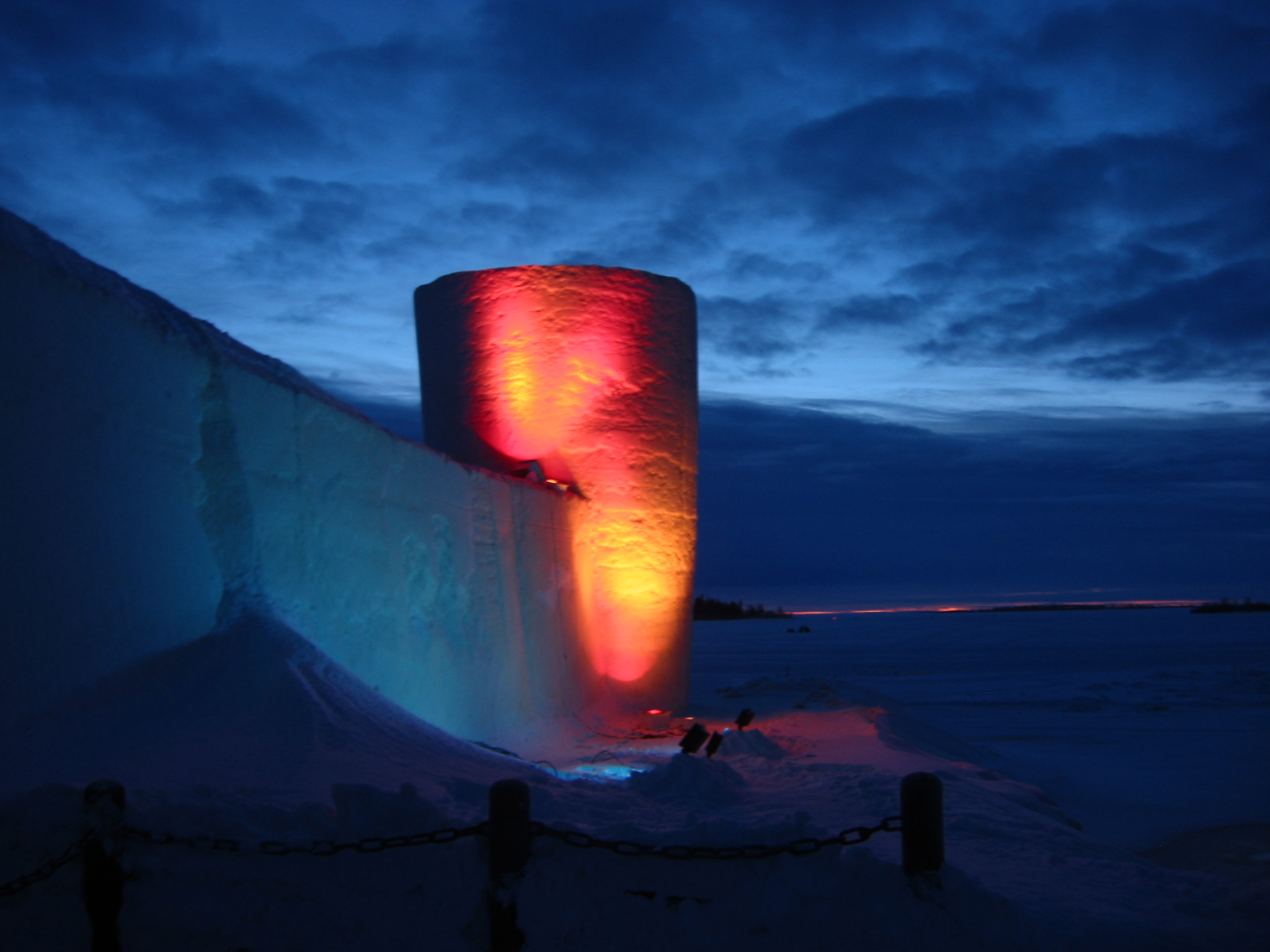
2006年的凯米冰雪城堡

- 爱斯基摩语中关于雪的词语·芬蘭凯米每年至四月舉辦之凯米冰雪城堡（英语：SnowCastle of Kemi）節
- 寒流·大湖效应·雪線

## 延伸阅读
[在维基数据编辑]
 《欽定古今圖書集成·曆象彙編·乾象典·雪部》，出自陈梦雷《古今圖書集成》